# 台灣區電機電子工業同業公會
台灣區電機電子工業同業公會（英語：Taiwan Electrical and Electronic Manufacturers' Association，縮寫 TEEMA），簡稱電電公會，現有會員廠商3,006家，其本業及上、下游產業產值及出口值約各佔台灣總產值及總出口值的一半，是台灣最重要的產業公會。
電電公會的前身為台灣區電工器材工業同業公會，成立於1948年10月24日，創始會員僅有電工器材相關之加工修理、保養等小型工廠五十餘家。隨著台灣經濟的快速發展，相關產業日益龐大，原有「電工器材」之領域名稱已無法反映事實，遂於1994年10月24日改稱為「電機電子」。依產業別共包含電腦資訊、通訊、半導體、光電、消費性電子成品、家電、重電、冷凍空調、照明、量測儀器、供電設備、電腦應用軟體、網路服務、汽車電子、電子零組件等大類。現任理事長為鴻海精密工業股份有限公司董事長劉揚偉。

## 歷史簡介
台灣區電機電子工業同業公會，簡稱電電公會或TEEMA，成立於1948年10月24日，當時稱為台灣區電工器材工業同業公會，台灣電工器材工業尚處於萌芽階段，創會伊始僅有加工修理、保養等小型工廠五十餘家，隨著台灣經濟蓬勃發展、會員廠商的辛苦經營、歷屆理監事、理事長的相繼經營，研究單位的協助及政府正確的輔導政策，始有今日之規模，有會員廠商近三千六百家，本業及上下游產值及出口值約各佔台灣總產值及總出口值的一半，是台灣最重要、最高科技、最專業、最有前瞻性的產業及產業公會。隨著產業的發展，本業之重要性，原先公會所用之「電工器材」之名不易表達高科技產業，於是獲政府機關同意於1994年10月24日更名為「電機電子公會」。
電電公會會員廠商發展過程（電子電機產業發展過程概可區分如下）
1. 1948～1960年奠定基礎工業時期，僅有小型加工修理工廠百家。當時正值二次世界大戰方告結束，民生凋敝、百業未甦，僅有少數工廠由滬遷台，配合台灣市場需要產製燈泡、配電器材以及電線等簡單電氣產品，加上台灣當時已能自製之收音機等電子產品構成電子電機產業之雛型。
2. 1961～1970年工業發展時期，產品多元化，本會會員數408家。這一時期，歐美先進工業國家鑑於台灣人民聰明勤奮，教育普及，具有優秀充沛人力資源，宜於發展人力密集的電子工業。嗣以1964年台灣通用器材公司為先驅，世界知名之電子公司多相繼來台投資設廠。復以海內外市場之需要以及政府之激勵與輔導，台灣自營之電子工業亦隨而蓬勃發展。同時期內，台灣電機電子產品開始外銷，頗能以低成本產品介入國際市場，而與先進工業國家相互競爭。
3. 1971～1980年資訊工業發軔時期，開拓資本密集及技術密集品。此一時期本會會員數1,722家。政府鑑於國際市場瞬息多變，勢必影響台灣經濟發展，尤以傳統性工業為最。乃制訂「發展策略性工業方案」，選擇技術密集度高、附加價值高以及關聯效果好、市場潛力深、能源係數低、污染程度輕等產業為輔導對象，分別實施低利融資、租稅獎勵，以及技術改進等各項輔導，這一時期政府明確訂定資訊工業為台灣未來發展之策略性工業，並積極培育相關人才。
4. 1981～1990年發展策略性工業時期，積極研發新產品，不斷推陳出新。此一時期本會會員數4,224家。1983年起電子工業產值及出口值超越紡織業，成為台灣最大產業與口產業，這一時期資訊產品已成為台灣電子工業之主力產業，1988年資訊產品產值超越消費性電子產品成為台灣第一大主力產品，也因台灣資訊電子工業發展迅速，積體電路產品需求量大，引導台灣積極投入積體電路之投資與生產，造就IC製造業的環境。
5. 1991年以後，順應經貿國際化、自由化潮流，加強國際交流，創設自有品牌，分散市場，行銷世界，推動產品共同開發策略聯盟，發展精密關鍵性電子零組件及產業資訊管理系統。1991年本會會員數最多，計4,510家。
6. 2000年以後，網路及電子市集、企業e化、知識管理、數位廣播，促使IA資訊家電、個人隨身產品時代來臨，加以各種通訊、多媒體、有線、無線與寬頻技術及市場機會，使得電子電機產業及相關產業蓬勃發展。
7. 2001年至2004年起是數位台灣數位化的世紀，充分運用資訊與通信科技，提升產業競爭力，提升產品附加價值，建構高品質的資訊化社會，加速帶領台灣邁向知識新經濟，實現高科技服務島的理想，成為亞洲最e化的國家之一。
8. 2005年起台灣電機電子產業面臨歐盟環保指令的衝擊及全球環保趨勢的要求，為使電機電子產業永續發展，電機電子公會責無旁貸必須統籌推動執行產業因應國際綠色環保指令計畫，例如WEEE、RoHS、EuP、第三類環境宣告、美國能源之星及REACH。
9. 2008年起配合政府擴大內需方案，產業再造及全球連結及 兩岸經貿互動，產業發展順利成長，另在溫室氣體減量、節能減碳成為產業努力目標。
10. 2009年為新興產業、碳足跡、碳標籤、數位消費電子、再生能源與ICT產業創新機會、兩岸搭橋共創兩岸標準及台商轉型升級時代。
11. 2011在資通訊產業基礎上，本會積極拓展新興應用領域，朝汽車電子與雲端運算產業開發新商機。
12. 2012年呼應政府推動製造業服務化、服務業科技化及國際化、傳統產業特色化，利用ICT產品及技術建立智慧家庭、智慧經貿園區及智慧城市等整合方案，把台灣成功經驗及模式擴大為產業化並成功外銷。

## 歷任理事長之貢獻
- 第1屆～第9屆理監事會

理事長　林挺生先生
1948年10月～1971年2月
1. 為加強服務外埠會員，設置新竹、台中、台南辦事處。
2. 發行電工器材簡報月刊，刊載會員動態、政令新規。
3. 假國際學社舉辦電子製品觀摩會，參展廠商67家，展出期間參觀中外人士數萬人。
4. 首度印行「會員名錄」、「外銷產品目錄」。
5. 為深入發掘及解決會員問題，加強專業小組活動而成立7個專業委員會16個專業小組。
6. 協助會員參加國外有關展覽，組團出國考察拓銷外銷市場。
7. 促請政府加強扶助中小型企業發展。

- 第10屆～第12屆理監事會

理事長　陳茂榜先生
1971年2月～1975年4月
1. 公會組織體系分為業務組、總務組、貿易室、資料室。
2. 新建會所於台北市長安東路1段9號實業大樓7樓落成啟用。
3. 於會所設置外銷產品陳列室，陳列公會會員外銷產品，供來台外商及僑胞參觀選購。
4. 撤銷公會新竹、台中、台南辦事處。
5. 通過公會贊助會員暫行辦法以擴大業務。
6. 為順應會員需求，設置國際電報交換機供會員使用。
7. 協助會員工廠強化產品之內銷能力，拓展外銷，改進產品品質並舉辦各種專業性講習會。

1975年4月～1978年9月
1. 徵集業者參加1975年柏林收音機及電視機展推銷展品。
2. 因應會員需求成立台南、台中辦事處，並請當地理監事兼任主任、副主任。
3. 舉辦業界籃球、桌球、田徑、趣味競賽多種項目綜合運動會。
4. 舉辦各種品質管制座談會，現代化電子工廠管理研究會，輔導會員推行品質管制。

1978年9月 ～1982年10月
1. 首度舉辦中英電子會談。
2. 電子展覽會擴大為國際性電子展。
3. 協調外貿協會集合業者，集體參加各國專業展覽會。
4. 提供業者德、法、西文翻譯服務。

- 第13屆～第14屆理監事會

理事長　蔣孝勇先生
1982年10月～1986年1月
1. 為配合IECQ制度創立電子零件認證委員會，委員代表人除公會理事長外，其餘廠商代表及專家共14員均由公會理事會推選。
2. 首度製作台灣電子工業錄影帶，於電子展期間放映，擴大宣傳台灣電子工業。
3. 辦理輸美電話機、電腦以及交流電燈具出口核章工作。
4. 為配合電子產品檢驗認證制度，公會為台灣電子檢驗中心之發起人。
5. 組織體系擴編為行政、會籍、業務、貿易、商情、資料6室，會務人員19名。
6. 陸續建立會務人員出勤及績效考核、實施會務人員國內及國外進修辦法、建立財務管理制度、簡化文書作業、舉辦會務人員國內外自強活動。
7. 為加強報導產銷動態，市場行銷發行商情報導半月刊；為加強報導新技術發行電工文摘月刊。
8. 增設高雄辦事處。
9. 為因應政府訂定勞動基準法，訂定電公器材業改善勞資關係，提高生產力計畫。
10. 因產業發展迅速，專業分工日益精細，根據同類編組原則，分為專業委員會及專業小組二層組織，共編配為7個專業委員會60個專業小組。

1986年1月～1989年1月
1. 首度與美國電子工業會、英國電子公會締結姐妹會；與日本電子機械工業會締結姐妹會。
2. 首度籌組赴歐洲電子工業考察團，考察漢諾威綜合科技博覽會。
3. 辦理輸沙烏地阿拉伯、科威特電氣產品規格符合證明書認證工作。
4. 為因應新台幣匯率大幅升值之衝擊，公會成立「因應匯率變動小組」，發揮整合力量向主管單位極力反映。
5. 提供業者德、法、西文翻譯服務，每年服務次數約1,200次。
6. 電工器材相關國內民間團體有本會、電機電子產品發展協會、電子檢驗中心及IECQ委員會等4個組織，均由蔣理事長擔任理事長，充分發揮業界整合相輔相成作用。
7. 為正確引導消費者了解電器產品安全特性，教導消費者正確使用與選購家電器具，成立家電產品消費者服務小組，並出版家庭設備與電器消費者手冊。

- 第15屆理監事會

理事長　謝來發先生
1989年1月～1992年4月
1. 首度舉辦公會理監事「經營策略研討會」。
2. 首度舉辦台灣電子工業赴大陸間接投資研討會。
3. 首度舉辦台北國際電工器材展覽會（春季電子展）。
4. 首度協助會員拓銷國際市場，於香港會議展覽中心主辦台灣電工器材展覽會。
5. 因應當時國內勞工缺乏、工資高漲、工業用地不足，組織業者集體前往馬來西亞、泰國考察投資環境，首度有計畫結合業者在馬來西亞集體設立台灣工業區，協助廠商持續發展。
6. 公會建置電腦主機，會籍業務邁向電腦化。
7. 首度籌組台灣電子工業大陸考察團。
8. 結合46家廠商，邀請工研院電子所共同推動「筆記本型電腦共同機種開發連盟」於1991年2月試產1,200台達成目標，為台灣資訊業創立新的里程碑。
9. 為協助會員積極拓展海外市場，結合業者集體赴日本、香港、德國參加國際專業展。
10. 購置太平洋台北湯城中心新會所及台中、高雄辦事處新會所。
11. 貿易室更名為經貿室。
12. 合併電工器材簡報、商情報導、電工文摘3種刊物為電工資訊月刊。
13. 公會會員廠家達4,510家。
14. 中部辦事處舉行落成啟用慶祝酒會，會所位於台中市美村路2段181號3F-2。
15. 首度承接行政院勞工委員會職業訓練局在職人員進修專案。
16. 成立廢鉛蓄電池基金管理委員會，建立回收廢鉛蓄電池體系，為環保而努力。

- 第16屆～第17屆理監事會

理事長　劉國昭先生
1992年4月～1995年4月
1. 為改善對日貿易逆差，積極協助業者拓銷日本市場而成立輸日廠商聯誼會。
2. 積極協助業者推動兩岸經貿活動，成立大陸經貿委員會。
3. 為擴大服務會員，遷移會所至台北縣三重市重新路5段609巷10號10樓，並於12月16日舉辦落成啟用酒會。
4. 台南、高雄兩辦事處合併更名為南部地區辦事處，台中辦事處更名為中部地區辦事處。
5. 調整組織，合併商情室及資料室為資訊室；增設法務室。
6. 為平衡中日貿易逆差，加強對日業務，首度設立海外據點駐東京辦事處。
7. 與中國國際貿易促進委員會電子行業分會、機械行業分會、中國通信學會簽訂合作協議。
8. 首度承接經濟部中小企業處促進產業發展專案。
9. 與香港電子業商會、新加坡工業聯合會電機電子行業分會、日本冷凍空調工業會締結姐妹會。
10. 公會台銜「電工器材」不易表達現今資訊電腦、通訊、光電、半導體產業，奉內政部、經濟部核准更名為台灣區電機電子工業同業公會，新名於1994年10月24日正式啟用，當天並舉行更名暨公會46週年慶祝酒會。
11. 協助會員廠商建立資訊應用能力，進行電腦化上線輔導。
12. 配合會員代表大會召開首度編印年度會務暨產業概況年報。
13. 首度參與協辦由對外貿易發展協會與英國海外展覽公會（OES）共同主辦的「第2屆台北國際電信展」（台北國際通信暨網路展）。

1995年4月～1998年4月
1. 舉辦理監事夏令營研討會，討論「公會定位與會務發展」、「如何落實專業（案）委員會功能」、「投資及行銷策略聯盟」。
2. 與大陸貿促會電子行業分會於北京共同主辦首屆海峽兩岸電子大展。
3. 與日本通信機械工業會、韓國電機工業振興會締結姐妹會。
4. 首度舉辦「台北國際視聽電子多媒體展」。
5. 參與發起「世界電子論壇」。
6. 參與發起首屆「亞洲電信產業交流」論壇。
7. 首度承接經濟部工業局CE標誌專案。
8. 與經濟部商業司、資策會系統工程處共同推動成立電子業EDI使用者組織。
9. 與以色列電子工業會締結姐妹會。
10. 首屆京台港電子信息產業技術交流會。
11. 與韓國電信產業協會、巴西電機電子公會締結姐妹會。
12. 首度主辦第3屆亞洲電信產業交流論壇。
13. 首度舉辦3C科技生活應用大展。
14. 與安泰銀行簽約合作發行TEEMA認同卡，含MASTER卡及JCB金卡及普通卡。
15. ISO9002通過認證， 9月4日舉行授證典禮暨慶祝酒會，為第一個獲得ISO 9002認證的公會。

- 第18屆理監事會

理事長　吳思鍾先生
1998年4月～2001年5月
1. 與日本多媒體論壇、法國電機電子通信公會締結姐妹會。
2. 台北國際電子展覽會因歷年攤位嚴重不足，分為電子零組件暨設備展覽會及電子成品展覽會。
3. 主辦「第4屆世界電子論壇」。
4. 因應國內廢電子電器物品回收清除處理，推動家電業者12家共同成立「綠電再生股份有限公司」。
5. 公會電腦完成Y2K修正及檢測。
6. 成立「Y2K專案小組」協助會員度過千禧年序危機，下設「資訊」、「半導體」、「電機」、「電子」四個專案分組，全面展開會員廠商Y2K輔導服務事宜，提升會員解決Y2K危機之能力。
7. 主辦「第3屆亞洲電子展合作會議」。
8. 為加速推動台灣無線通訊產業之發展，成立「無線通訊聯盟」。
9. 建置公會日文網際網路系統及TEEMA買賣網提供線上即時詢報價機制。
10. 2000年起每年舉辦「大陸地區投資環境及風險調查」，提供會員赴大陸投資最完整、新穎之參考資訊，並希望大陸各地方政府能按調查報告改善其投資環境。
11. 組織體系增設產業政策研究所，另分設國內業務室、國際經貿室、大陸經貿室、資訊會籍室、行政管理室、法務諮詢室、綜合企劃室。
12. 公會中部地區及南部地區辦事處更名為中部及南部辦事處。

- 第19屆～第20屆理監事會

理事長　許勝雄先生
2001年5月～2004年5月
1. 政府召開經發會，公會提出34項建言，其中33項均獲得採納納入322項共同意見中，且公會因提出之建言獲得相關單位及公協會重視，公會列入全國六大工商團體之一。
2. 完成ISO 9001：2000之轉換作業，是年12月獲得標準檢驗局認可登錄，為第一個轉換為ISO 9001：2000的公會。
3. 首度舉辦「台北國際DVD暨光電展覽會」（台北國際光電展）。
4. 首度舉辦電子科技菁英管理碩士學分班。
5. 共組26個參展團協助會員拓銷國際市場。
6. 協助會員電子化、提供訪視、診斷、電子化輔導機制，提供知識管理服務機制。
7. 結合台灣大學管理學院開辦電子精英EMBA推廣教育學分班。
8. 共籌組15個訪問團分赴全球各地訪問。
9. 公會推出SARS因應計畫。
10. 於上海設立第一個大陸據點，以提供台商更多之服務。
11. 中部辦事處新會所啟用。

2004年5月～2007年
1. 南部辦事處新會所啟用（高雄市苓雅區四維四路3號11樓-1）。
2. 首度在深圳主辦「2004年第一屆台灣深圳電子大展」。
3. 組織體系調整為「國內業務室」、「國際業務室」、「大陸業務室」、「資訊中心」、「會務服務室」、「行政支援室」、「綜合事務室」及「秘書室」8個單位，總幹事下增設「大陸聯絡處」。並配合組織體系調整，增設「執行副總幹事」、「執行秘書」及「組長」職。
4. 與行政院大陸委員會在香港會議展覽中心首度共同主辦「台灣電子饗宴」。
5. 建置「台灣電機電子產業經貿網」。
6. 公會B2B買賣網獲頒經濟部中小企業處電子商務示範性優良網站。
7. 與韓國電子產業振興協會、日本電子展協會、香港貿易發展局、中國電子器材總公司在上海浦東展覽館首度共同主辦「2004年亞洲電子展」。
8. 公會建構全方位會展行銷平台，獲得第一屆會展卓越獎。
9. 於大連設立大陸第2個據點。
10. 首度與美國電子零組件公會主辦2005年台北國際電子展覽會「電子被動元件全球市場及新技術研討會（CARTs）」。
11. 首度於江蘇昆山市舉辦大陸台商聯誼餐會。
12. 公會承接經濟部技術處寰淨計畫專案，訂立TEEMA GMPS及GC行業標準，合乎環保要求之產品登錄到公共開放之「綠色電機電子零件材料驗證資訊平台」。
13. 與外貿協會首度主辦台北國際車用電子展覽會。
14. WiTA Forum（IP電信認證產業聯盟）成立大會。
15. 首度與外貿協會以及泰國台商總會於泰國曼谷共同主辦第一屆泰國電子展。
16. 首度舉辦台北國際數位電子展覽會。
17. 首度承接經濟部工業局晶片系統人才培訓專案。

- 第21屆～第22屆理監事會

理事長　焦佑鈞先生
2007年5月～2013年5月
1. 舉辦首屆『台灣國際RFID應用展』。
2. 舉辦首屆『臺灣寬頻通訊展』，與台北電子展是ICT邁向兆元產業的最佳先鋒。
3. 與外貿協會共同主辦『泰國電子展』。
4. 舉辦『台灣電子菁英泰國經貿考察團』。
5. 與外貿協會共同主辦『印度台灣工業展』。
6. 推動『台灣電子電機產品碳足跡標籤』。
7. 舉辦首屆『昆山電子電機博覽會』。
8. 與工研院、中華電信等單位共同籌組『臺灣雲端運算產業聯盟』，並成立『臺灣雲端運算產業協會』。
9. 舉辦首屆『台灣國際電動車展』。
10. 舉辦首屆『台灣國際雲端科技與物聯網展』。
11. 舉辦首屆『海峽兩岸(馬鞍山)電博會』。
12. 發起成立『台灣巴西經貿協會』。
13. 成立國際事務委員會『印度聯誼會』。
14. 舉辦『FBB暨寬頻智慧社區標章授證典禮』。
15. 啟用『台北智慧生活體驗館』。
16. 啟用『新竹縣智慧生活體驗館』。

- 第23屆～第24屆理監事會

理事長　郭台強先生
2013年5月～2019年5月
1. 設立『蘇州(昆山)正式代表處』。
2. 首次加入『歐洲經貿網』成立台灣商務中心。
3. 成立『輕量化智慧機器人聯盟』。
4. 啟用『南通智慧生活體驗館』。
5. 昆博會是大陸第一個『零碳博覽會』。
6. 舉辦首屆『海峽兩岸(長沙)電子信息博覽會』。
7. 車用電子展榮獲『台灣會展獎』金質獎。
8. 成立『台灣車輛系統整合聯盟』。
9. 建置『馬鞍山台服中心智慧生活展示廳』。
10. 因應中國大陸地區產業發展趨勢，將原先的『中國大陸地區投資環境與風險調查』書名調成為『中國大陸地區投資環境與產業發展調查』。
11. 成立『臺灣儲能系統產業推動聯盟』。

## 組織
- 會員代表大會
- 理、監事會
- 秘書長、副秘書長
  - 秘書室
  - 綜合事務室
  - 產業服務室
  - 國際業務室
  - 大陸業務室
  - 展覽專案室
  - 會務服務室
  - 行政支援室
  - 數位服務室

## 委員會
- 重電機委員會
- 家電委員會
- 測試儀器委員會
- 智慧機械委員會
- 通信與網路委員會
- 雲端巨資與物聯網委員會
- LED與照明委員會
- 半導體委員會
- 平面顯示器委員會
- 印刷電路板委員會
- 電子零組件委員會
- 汽車電子委員會
- 綠色能源委員會
- 展覽委員會
- 標準及安規委員會
- 環保工安委員會
- 智財權委員會
- 貿易協調委員會
- 日本經貿委員會
- 大陸經貿委員會
- 國際事務委員會
- 印度經貿委員會
- 協同商務創新委員會
- 供應鏈管理平台服務委員會
- 能源管理服務委員會
- 綠色產業發展推動委員會
- 電池委員會
- 青年企業家委員
- 數位轉型委員會
- 資訊安全暨生態系統委員會
- 夫人聯誼會

## 產業聯盟
- 資通訊產業聯盟
- 台灣汽車電子產業聯盟
- 台灣車輛系統整合聯盟V-Team
- 台灣創意製造聯盟
- 5G產業創新發展聯盟
- 智慧生活產業推動聯盟
- 台灣儲能系統產業推動聯盟
- 台灣無人機產業聯盟

## 主辦展覽
- 台北國際電子產業科技展覽會[2]
- 台北國際車用電子展覽會[3]
- 台灣國際寬頻通訊展[4]
- 中國杭州電子信息博覽會[5]
- 昆山電子電機暨設備博覽會[6]
- 海峽兩岸(馬鞍山)電子信息博覽會[7]

## 外部連結
- 台灣區電機電子工業同業公會官方網站 （页面存档备份，存于）（英文）（中文）
- TEEMA B2B 會員資料搜尋系統（英文）（中文）
- 台灣區電機電子工業同業公會電子報 （页面存档备份，存于）（英文）